# King Corn
King Corn é um documentário estadunidense lançado em outubro de 2007 que segue os amigos de faculdade Ian Cheney e Curtis Ellis (dirigido por Aaron Woolf) enquanto eles se mudam de Boston para Greene, Iowa para cultivar e cultivar um acre de milho. Por coincidência, a viagem também os leva de volta às raízes de suas famílias. No processo, Cheney e Ellis examinam a tendência de aumento da produção de milho e seus efeitos na sociedade americana, destacando o papel dos subsídios governamentais no incentivo à grande quantidade de milho cultivado. Além disso, estudando a economia alimentar ao longo da história do milho na América, os dois percebem que a maioria dos alimentos contém milho de alguma forma.
O filme mostra como a industrialização do milho praticamente eliminou a imagem da agricultura familiar, que está sendo substituída por fazendas industriais maiores. Cheney e Ellis sugerem que essa tendência reflete uma maior industrialização do sistema alimentar norte-americano. Conforme descrito no filme, as decisões relacionadas a quais safras são cultivadas e como são cultivadas são baseadas em considerações econômicas manipuladas pelo governo, e não em suas verdadeiras ramificações econômicas, ambientais ou sociais. Essa tendência é demonstrada no filme pela produção de xarope de milho com alto teor de frutose, um ingrediente encontrado em muitos produtos alimentícios baratos, incluindo fast food. Um estudo conduzido na Universidade de Princeton descobriu que a mesma quantidade de xarope de milho com alto teor de frutose consumida causou mais ganho de peso em ratos do que o açúcar de mesa regular. Eles identificam que há uma correlação entre o aumento da taxa de obesidade e o aumento da produção de xarope de milho. Com o novo avanço e a demanda por milho, a indústria agrícola tradicional está sendo substituída por fazendas corporativas maiores. Com a criação do filme, os dois amigos de faculdade esperam aumentar a consciência sobre as consequências da produção excessiva de milho.

## Produção
Cheney e Ellis foram inspirados a criar o filme por vergonha—eles eram universitários sem saber de onde vinha sua comida ou como era feita. Para Woolf, o filme apresentou uma nova oportunidade, onde ele poderia "sujar as mãos". Um dos maiores desafios enfrentados pelo trio foi arrecadar dinheiro para o filme independente. Eles descobriram que as pessoas estavam entediadas com o conceito do filme e não entendiam suas intenções. Outro obstáculo eram as animações de parada, que consumiam muito tempo. Um problema particular para Woolf durante as filmagens foi a timidez de seus colegas de elenco, os quais não queriam aparecer nas câmeras nos primeiros seis meses de filmagem.
Em retrospecto, o trio gostaria de incluir imagens sobre as consequências ambientais da agricultura industrial. Eles se lembram de assistir enquanto o fertilizante e os produtos químicos que usavam vazavam para o riacho próximo ao seu acre. A mudança climática é uma questão que eles lamentam não ter podido discutir também.

## Recepção critica

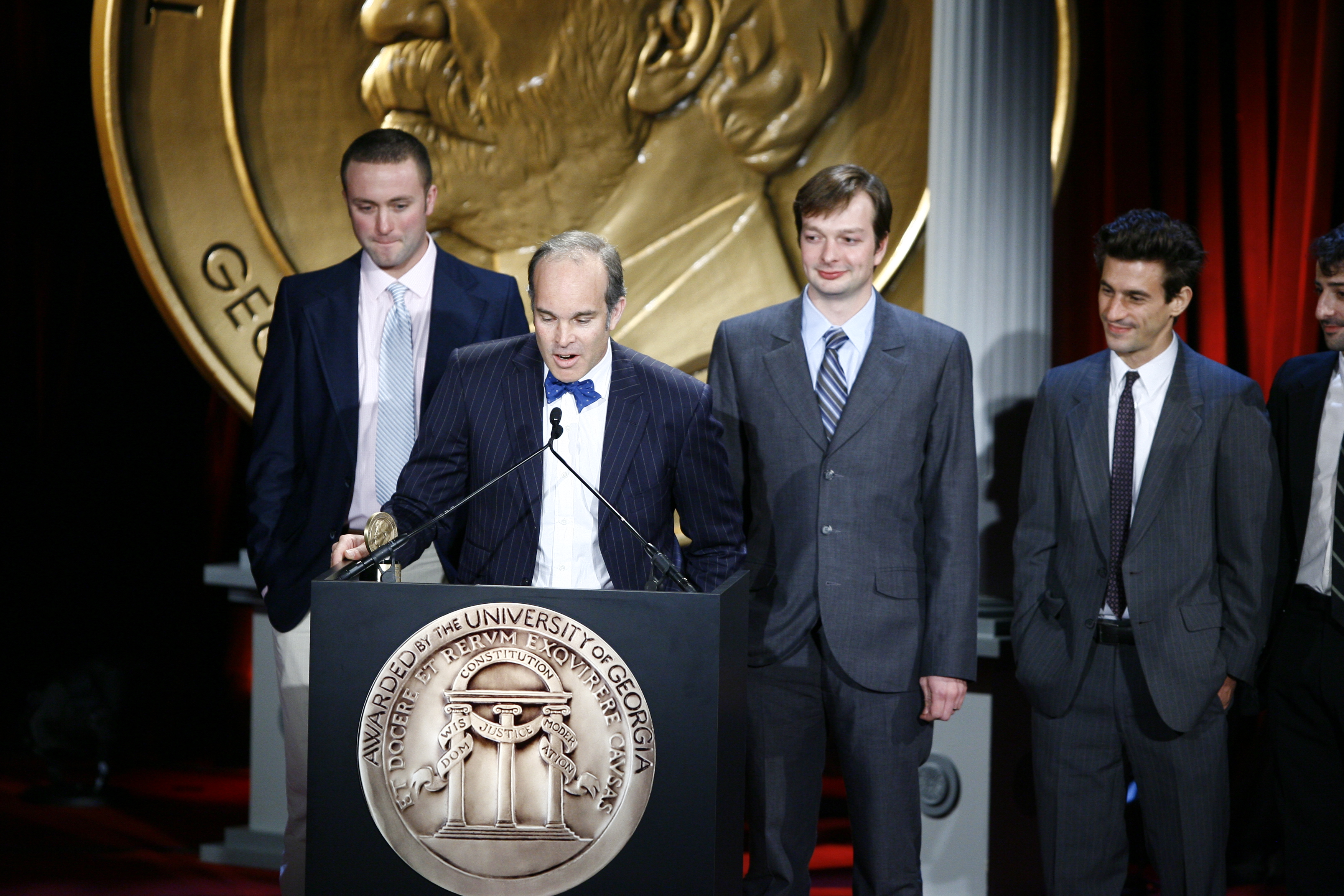
Ian Cheney, Aaron Woolf, Curtis Ellis, e Sam Cullman receberam o Prêmio Peabody em maio de 2009

"King Corn" foi exibido em vários festivais de cinema e, finalmente, foi ao ar na série Independent Lens da PBS. Apresentando seu filme na televisão pública, Cheney e Ellis esperavam aumentar drasticamente a audiência. Quando Cheney e Ellis exibiram o filme em Greene, Iowa, ele foi bem recebido. O filme inspirou muitos locais a agirem. Em uma escala mais ampla, o filme recebeu inúmeras críticas positivas do The Boston Globe, do The New York Times, do The Washington Post e de muitos outros importantes veículos de comunicação. O filme, que foi considerado “uma nova entrada enganosamente inteligente no gênero documentário de Joe regular” pelo The Salon, foi elogiado por suas críticas sutis à superprodução e industrialização do milho na América. Embora o filme critique certos aspectos da produção de milho em Iowa, como xarope de milho com alto teor de frutose, ele ainda demonstra um profundo respeito por aqueles povos que vivem e trabalham no Cinturão do Milho da América. De acordo com o Boston Globe, o filme se distingue de outros documentários por sua eloqüência informal e “quantidade incomum de calor”. Mesmo que os co-produtores do filme ofereçam uma narrativa um tanto cômica e informal ao longo do filme, a maioria das críticas insiste que Cheney e Ellis ainda são capazes de transmitir sua mensagem crítica. O Washington Post disse que o documentário deve ser “uma exibição obrigatória por qualquer pessoa que planeje visitar um supermercado, lanchonete ou sua própria geladeira”. De acordo com o Rotten Tomatoes, 96% dos críticos classificaram como "fresh".